# Нушиби
Нушиби
Пять племён нушеби, входившие совместно с пятью племенами дулу в организацию государства десяти стрел в Западнотюркском каганате:
- асицзе кюль (эскелы кур, асиги кюе)
- гэшу кюль (гэшу кюе)
- басайгань 拔塞干 (басайгань туньшаболо)
- асицзе нишу (эскелы нишу, асигйе нишу)
- гэшу чупан (гэшу чубань)

Правителей нушеби называли эркинами.
Гумилев Л. Н. в своей книге «Древние тюрки» подробно описывает восстание племён нушиби.

### Каганы Западно-тюркского каганата из нушиби
| Имя                      | Годы правления | Китайское имя | Прочие имена                                                   | Примечания                                             |
| ------------------------ | -------------- | --- | -------------------------------------------------------------- | ------------------------------------------------------ |
| Иль-Кюлюг-шад Ирбис-хан  | 639—640        | - | -                                                              | -                                                      |
| Ирбис-Ышбара-Джагбу хан  | 640-641        | тронное имя кит. упр. 乙毗沙钵罗叶护可汗, пиньинь yipishaboluoyehukehan — Ипишаболоехукэхань', личное имя кит. упр. 阿史那薄布, пиньинь ashinabaobu — Ашина Баобу       | «Нушибийский богатырь» — прозвище, Ирбис Ышбара — барс могучий |                                                        |
| Ирбис-Шегуй хан          | 642-650        | тронное имя кит. упр. 乙毗射匮可汗, пиньинь yipishikuikehan, палл. Ипишэкуйкэхань                                                                                       | -                                                              | -                                                      |
| Халлыг Ышбара-Джагбу хан | 650-657        | кит. упр. 沙钵罗可汗, пиньинь shaboluokehan — Шаболокэхань, личное имя кит. упр. 阿史那贺鲁, пиньинь ashinahelu — Ашинахэлу                                             | Фарси: Бижан(?)                                                | Халлыг — поднявшийся, кличка. Ышбара-хан — могучий хан |
| Ашина Бучжень-шад        | 657-667        | - | -                                                              | -                                                      |
| Ашина Хушэло-шад         | 679-704        | Личное имя: кит. упр. 阿史那斛瑟罗, пиньинь ashinahuseluo, палл. Ашина Хусэло, тронное имя кит. упр. 竭忠事主可, пиньинь jiezhongshizhukehan, палл. Цзечжуншичжукэхань, | -                                                              | Кушрак — птичка, Бури-шад — волк-князь                 |